# Самошкин, Анатолий Григорьевич
Анатолий Григорьевич Самошкин (мокш. Анатоли Самошкин; 26 июля 1937, Тарханская Потьма — 23 октября 1985, Саранск) — мокшанский фольклорист, педагог-методист. Кандидат филологических наук.

## Биография
Анатолий Григорьевич Самошкин родился 26 июля 1937 года в селе Тарханская Потьма ныне Зубово-Полянского района Республики Мордовия. По окончании Мордовского государственного университета (1960) работал корреспондентом газеты «Мокшень правда», в 1964—1978 годах — старший преподаватель и доцент в МГПИ им. М. Е. Евсевьева, в 1970—1973 годах был деканом факультета русского языка и литературы вышеуказанного института, в 1979—1985 — доцент кафедры советской литературы Мордовского университета. Самошкин внес вклад в собирание и изучение малых жанров мордовского фольклора и сказительского творчества. В соавторстве с. Н. Видмановым издал сборник «Мокшэрзянь частушкат» («Мордовские частушки», 1962), с Л. С. Кавтаськиным — 5-й том «Частушки» из серии «Устно-поэтическое творчество мордовского народа». Самошкин — автор и составитель ряда учебников, учебных и методических пособий по мордовской литературе и фольклору.
Умер 23 октября 1985 года в Саранске.